# Ross MacPherson Smith
Sir Ross MacPherson »Hadji« Smith, avstralski častnik, vojaški pilot in letalski as, * 4. december 1892, Adelaide, Južna Avstralija, † 14. april 1922. 	
Stotnik Smith je v svoji vojaški karieri dosegel 12 zračnih zmag.

## Odlikovanja
- Military Cross (MC) s ploščico
- Distinguished Flying Cross (DFC) z dvema ploščicama